# Burg Greifenberg
Die Burg Greifenberg (Gryffenberg) auf dem Gipfel des auch «Katzenbüggel» genannten Stollens ist die Ruine einer Höhenburg in der Nähe von Bäretswil im Schweizer Kanton Zürich.
Sie war eine markante, dreigliedrige Burganlage. Getrennt durch zwei Abschnittsgräben standen drei Hügel, auf denen sich Bergfried, Palas und ein Wirtschaftshof befanden. Heute sind nur noch Mauerreste sichtbar.
Die Burg wird, wie auch die «Herren von Gryffenberg», erstmals im Jahre 1223 urkundlich fassbar. Die Burg und die niedergerichtlichen Rechte über Bäretswil wurden vom Abt von St. Gallen zuerst den Grafen von Rapperswil verliehen. Von 1321 bis 1507 lagen die Rechte als habsburgischer Pfandbesitz bei den Herren von Hinwil.